# ۱٬۵-پنتان‌دیول
۱،۵-پنتان‌دیول (به انگلیسی: 1,5-Pentanediol) با فرمول شیمیایی C5H12O2 یک ترکیب شیمیایی با شناسه پاب‌کم 8105 است. که جرم مولی آن 104.14758 می‌باشد. 